# Premierzy Iranu

## Chronologiczna lista premierów Iranu
| #                                                              | Imię i Nazwisko                                                | Portret                                                        | Kadencja             | Kadencja             | Partia polityczna                       |
| #                                                              | Imię i Nazwisko                                                | Portret                                                        | Od                   | Do                   | Partia polityczna                       |
| -------------------------------------------------------------- | -------------------------------------------------------------- | -------------------------------------------------------------- | -------------------- | -------------------- | --------------------------------------- |
| 1                                                              | Mirza Nasrullah Khan (1840–1907)                               |                                                                | 30 lipca 1906        | 17 marca 1907        | Ruch Konstytucyjny                      |
| 2                                                              | Soltan Ali Khan Vazir-e-Afkham (1867–1918)                     |                                                                | 17 marca 1907        | 28 kwietnia 1907     | bezpartyjny                             |
| 3                                                              | Ali Asghar Chan Atabak (1858–1907)                             |                                                                | 1 maja 1907          | 31 sierpnia 1907     | bezpartyjny                             |
| 4                                                              | Mohammad Wali Chan Tonekaboni (1867–1926)                      |                                                                | 13 września 1907     | 21 grudnia 1907      | Ruch Konstytucyjny                      |
| 5                                                              | Hossein Quli Khan Mafi (1857–1934)                             |                                                                | 21 grudnia 1907      | 21 maja 1908         | Partia Sprawiedliwości                  |
| 6                                                              | Morteza Qoli Khan Hedayat (1856–1911)                          |                                                                | 21 maja 1908         | 7 czerwca 1908       | Ruch Konstytucyjny                      |
| 7                                                              | Kamran Mirza Nayeb es-Saltaneh (1856–1927)                     |                                                                | 7 czerwca 1908       | 29 kwietnia 1909     | Partia Sprawiedliwości                  |
| (4)                                                            | Mohammad Wali Chan Tonekaboni (1867–1926)                      |                                                                | 29 kwietnia 1909     | 3 maja 1909          | Umiarkowana Partia Socjalistów          |
| 8                                                              | Saad ad-Daula (1851–1930)                                      |                                                                | 3 maja 1909          | 16 lipca 1909        | Umiarkowana Partia Socjalistów          |
| (4)                                                            | Mohammad Wali Chan Tonekaboni (1867–1926)                      |                                                                | 16 lipca 1909        | 6 października 1909  | Umiarkowana Partia Socjalistów          |
| 9                                                              | Hasan Wosugh (1873–1950)                                       |                                                                | 6 października 1909  | 15 lipca 1910        | Umiarkowana Partia Socjalistów          |
| 10                                                             | Mostoufi ol-Mamalek (1875–1932)                                |                                                                | 15 lipca 1910        | 19 lipca 1911        | Partia Demokratyczna                    |
| (9)                                                            | Hasan Wosugh (1873–1950)                                       |                                                                | 19 lipca 1911        | 26 lipca 1911        | Umiarkowana Partia Socjalistów          |
| (4)                                                            | Mohammad Wali Chan Tonekaboni (1848–1926)                      |                                                                | 26 lipca 1911        | 23 grudnia 1912      | Umiarkowana Partia Socjalistów          |
| (8)                                                            | Saad ad-Daula (1851–1931)                                      |                                                                | 23 grudnia 1912      | 11 stycznia 1913     | Umiarkowana Partia Socjalistów          |
| 11                                                             | Mohammad-Ali Ala al-Saltaneh (1867–1914)                       |                                                                | 11 stycznia 1913     | 1 lipca 1914         | bezpartyjny                             |
| (10)                                                           | Mostoufi ol-Mamalek (1875–1932)                                |                                                                | 1 lipca 1914         | 1 lutego 1915        | Partia Demokratyczna                    |
| 12                                                             | Abdolhosejn Farmanfarma (1859–1939)                            |                                                                | 1 lutego 1915        | 2 lipca 1915         | Umiarkowana Partia Socjalistów          |
| 13                                                             | Abdol Madżid Mirza (1845–1927)                                 |                                                                | 2 lipca 1915         | 18 sierpnia 1915     | bezpartyjny                             |
| (10)                                                           | Mostoufi ol-Mamalek (1875–1932)                                |                                                                | 18 sierpnia 1915     | 25 grudnia 1915      | Partia Demokratyczna                    |
| (12)                                                           | Abdolhosejn Farmanfarma (1859–1939)                            |                                                                | 25 grudnia 1915      | 1 marca 1916         | Umiarkowana Partia Socjalistów          |
| (9)                                                            | Hasan Wosugh (1873–1950)                                       |                                                                | 1 marca 1916         | 7 lipca 1917         | Umiarkowana Partia Socjalistów          |
| (10)                                                           | Mostoufi ol-Mamalek (1875–1932)                                |                                                                | 7 lipca 1917         | 19 grudnia 1917      | Partia Demokratyczna                    |
| (13)                                                           | Abdol Madżid Mirza (1845–1927)                                 |                                                                | 28 grudnia 1917      | 20 maja 1918         | bezpartyjny                             |
| 14                                                             | Hassan Pirnia (1871–1935)                                      |                                                                | 20 maja 1918         | 2 sierpnia 1918      | Umiarkowana Partia Socjalistów          |
| 15                                                             | Samad Khan Momtaz os-Saltaneh (1869–1955)                      |                                                                | 2 sierpnia 1918      | 20 sierpnia 1918     | Partia Demokratyczna                    |
| (13)                                                           | Hassan Pirnia (1871–1935)                                      |                                                                | 20 sierpnia 1918     | 16 października 1920 | Umiarkowana Partia Socjalistów          |
| 16                                                             | Fathollah Chan Akbar (1878–1967)                               |                                                                | 16 października 1920 | 21 lutego 1921       | bezpartyjny                             |
| 17                                                             | Zijaoddin Tabatabaji (1888–1969)                               |                                                                | 21 lutego 1921       | 4 czerwca 1921       | Partia Ojczyźniana                      |
| 18                                                             | Ahmad Ghawam (1876–1955)                                       |                                                                | 4 czerwca 1921       | 12 października 1921 | Partia Reformistyczna                   |
| 19                                                             | Malek Mansur Mirza Shoa O-Saltaneh (1880–1920)                 |                                                                | 12 października 1921 | 20 stycznia 1922     | Partia Reformistyczna                   |
| (13)                                                           | Hassan Pirnia (1871–1935)                                      |                                                                | 20 stycznia 1922     | 11 czerwca 1922      | bezpartyjny                             |
| (18)                                                           | Ahmad Ghawam (1876–1955)                                       |                                                                | 11 czerwca 1922      | 30 stycznia 1923     | Partia Reformistyczna                   |
| (10)                                                           | Mostoufi ol-Mamalek (1871–1932)                                |                                                                | 30 stycznia 1923     | 15 czerwca 1923      | Partia Odrodzenia                       |
| (13)                                                           | Hassan Pirnia (1872–1935)                                      |                                                                | 15 czerwca 1923      | 28 października 1923 | bezpartyjny                             |
| 20                                                             | Reza Szah Pahlawi (1878–1944)                                  |                                                                | 26 października 1923 | 12 grudnia 1925      | wojskowy                                |
| 21                                                             | Mohammad Ali Forughi (1877–1942)                               |                                                                | 12 grudnia 1925      | 13 czerwca 1926      | Partia Odrodzenia                       |
| (10)                                                           | Mostoufi ol-Mamalek (1871–1932)                                |                                                                | 13 czerwca 1926      | 2 czerwca 1927       | Partia Odrodzenia                       |
| 22                                                             | Mehdi Gholi Hedajat (1863–1955)                                |                                                                | 2 czerwca 1927       | 18 września 1933     | Partia Odrodzenia                       |
| (21)                                                           | Mohammad Ali Forughi (1877–1942)                               |                                                                | 18 września 1933     | 3 grudnia 1935       | Partia Odrodzenia                       |
| 23                                                             | Mahmud Dżam (1880–1969)                                        |                                                                | 3 grudnia 1935       | 26 października 1939 | Partia Odrodzenia                       |
| 24                                                             | Ahmad Matin-Daftari (1896–1971)                                |                                                                | 26 października 1939 | 26 czerwca 1940      | Partia Odrodzenia                       |
| 25                                                             | Ali Mansur (1886–1974)                                         |                                                                | 26 czerwca 1940      | 27 sierpnia 1941     | Partia Odrodzenia                       |
| (21)                                                           | Mohammad Ali Forughi (1877–1942)                               |                                                                | 27 sierpnia 1941     | 9 marca 1942         | Partia Odrodzenia                       |
| 26                                                             | Ali Sohejli (1896–1958)                                        |                                                                | 9 marca 1942         | 9 sierpnia 1942      | Partia Postępowa                        |
| (18)                                                           | Ahmad Ghawam (1876–1955)                                       |                                                                | 9 sierpnia 1942      | 15 lutego 1943       | bezpartyjny                             |
| (26)                                                           | Ali Sohejli (1896–1958)                                        |                                                                | 15 lutego 1943       | 6 kwietnia 1944      | Partia Postępowa                        |
| 27                                                             | Mohammad Sa'ed (1881–1973)                                     |                                                                | 6 kwietnia 1944      | 25 listopada 1944    | bezpartyjny                             |
| 28                                                             | Morteza Gholi Bajat (1890–1958)                                |                                                                | 25 listopada 1944    | 13 maja 1945         | Partia Odrodzenia                       |
| 29                                                             | Ebrahim Hakimi (1871–1959)                                     |                                                                | 13 maja 1945         | 6 czerwca 1945       | Partia Postępowa                        |
| 30                                                             | Mohsen Sadr (1871–1962)                                        |                                                                | 6 czerwca 1945       | 30 października 1945 | Partia Socjalistyczna                   |
| (19)                                                           | Ebrahim Hakimi (1871–1959)                                     |                                                                | 30 października 1945 | 28 stycznia 1946     | Partia Postępowa                        |
| (18)                                                           | Ahmad Ghawam (1876–1955)                                       |                                                                | 28 stycznia 1946     | 18 grudnia 1947      | Demokratyczna Partia Iranu              |
| 31                                                             | Reza Hekmat (1891–1978)                                        |                                                                | 18 grudnia 1947      | 29 grudnia 1947      | Demokratyczna Partia Iranu              |
| (19)                                                           | Ebrahim Hakimi (1871–1959)                                     |                                                                | 29 grudnia 1947      | 13 czerwca 1948      | Partia Postępowa                        |
| 32                                                             | Abdolhosejn Hażir (1902–1949)                                  |                                                                | 13 czerwca 1948      | 9 listopada 1948     | bezpartyjny                             |
| (27)                                                           | Mohammad Sa'ed (1881–1973)                                     |                                                                | 9 listopada 1948     | 23 marca 1950        | bezpartyjny                             |
| (25)                                                           | Ali Mansur (1886–1974)                                         |                                                                | 23 marca 1950        | 26 czerwca 1950      | Partia Odrodzenia                       |
| 33                                                             | Hadż Ali Razmara (1901–1951)                                   |                                                                | 26 czerwca 1950      | 7 marca 1951         | wojskowy                                |
| 34                                                             | Hosejn Ala (1882–1964)                                         |                                                                | 12 marca 1951        | 30 kwietnia 1951     | wojskowy                                |
| 35                                                             | Mohammad Mosaddegh (1882–1967)                                 |                                                                | 30 kwietnia 1951     | 17 lipca 1952        | Front Narodowy                          |
| (18)                                                           | Ahmad Ghawam (1876–1955)                                       |                                                                | 17 lipca 1952        | 22 lipca 1952        | bezpartyjny                             |
| (35)                                                           | Mohammad Mosaddegh (1882–1967)                                 |                                                                | 22 lipca 1952        | 19 sierpnia 1953     | Front Narodowy                          |
| 36                                                             | Fazlollah Zahedi (1897–1963)                                   |                                                                | 19 sierpnia 1953     | 7 kwietnia 1955      | wojskowy                                |
| (34)                                                           | Hosejn Ala (1882–1964)                                         |                                                                | 7 kwietnia 1955      | 3 kwietnia 1957      | wojskowy                                |
| 37                                                             | Manuczehr Eghbal (1909–1977)                                   |                                                                | 3 kwietnia 1957      | 31 sierpnia 1960     | Partia Nacjonalistyczna                 |
| 38                                                             | Dżafar Szarif-Emami (1910–1998)                                |                                                                | 31 sierpnia 1960     | 5 maja 1961          | Partia Nacjonalistyczna                 |
| 39                                                             | Ali Amini (1905–1992)                                          |                                                                | 5 maja 1961          | 19 lipca 1962        | bezpartyjny                             |
| 40                                                             | Asadollah Alam (1919–1978)                                     |                                                                | 19 lipca 1962        | 7 marca 1964         | Partia Ludowa                           |
| 41                                                             | Hasan Ali Mansur (1923–1965)                                   |                                                                | 7 marca 1964         | 26 stycznia 1965     | Partia Nowy Iran                        |
| 42                                                             | Amir Abbas Howejda (1919–1979)                                 |                                                                | 26 stycznia 1965     | 7 sierpnia 1977      | Partia Nowy Iran (do 1975)              |
| (42)                                                           | Amir Abbas Howejda (1919–1979)                                 | Odrodzenie                                                     | 26 stycznia 1965     | 7 sierpnia 1977      |                                         |
| 43                                                             | Dżamszid Amuzegar (1923–2016)                                  |                                                                | 7 sierpnia 1977      | 27 sierpnia 1978     | Odrodzenie                              |
| (38)                                                           | Dżafar Szarif-Emami (1910–1998)                                |                                                                | 27 sierpnia 1978     | 6 listopada 1978     | Odrodzenie (do 1 listopada)             |
| (38)                                                           | Dżafar Szarif-Emami (1910–1998)                                | bezpartyjny                                                    | 27 sierpnia 1978     | 6 listopada 1978     |                                         |
| 44                                                             | Gholam Reza Azhari (1912–2001)                                 |                                                                | 6 listopada 1978     | 4 stycznia 1979      | wojskowy                                |
| 45                                                             | Szapur Bachtijar (1914–1991)                                   |                                                                | 4 stycznia 1979      | 11 lutego 1979       | bezpartyjny                             |
| 46                                                             | Mehdi Bazargan (1907–1995)                                     |                                                                | 4 lutego 1979        | 6 listopada 1979     | Ruch Wyzwolenia Iranu                   |
| Rada Islamskiej Rewolucji (Przewodniczący: Abolhasan Banisadr) | Rada Islamskiej Rewolucji (Przewodniczący: Abolhasan Banisadr) | Rada Islamskiej Rewolucji (Przewodniczący: Abolhasan Banisadr) | 6 listopada 1979     | 12 sierpnia 1980     | -                                       |
| 47                                                             | Mohammad Ali Radżai (1933–1981)                                |                                                                | 12 sierpnia 1980     | 4 sierpnia 1981      | Islamska Partia Republikańska           |
| 48                                                             | Mohammad Dżawad Bahonar (1933–1981)                            |                                                                | 4 sierpnia 1981      | 30 sierpnia 1981     | Islamska Partia Republikańska           |
| -                                                              | Mohammad Reza Mahdawi Kani (1931–2014) tymczasowo              |                                                                | 2 września 1981      | 31 października 1981 | Stowarzyszenie Duchownych Kombatantów   |
| 49                                                             | Mir-Hosejn Musawi (ur. 1942)                                   |                                                                | 31 października 1981 | 14 sierpnia 1989     | Islamska Partia Republikańska (do 1987) |
| (49)                                                           | Mir-Hosejn Musawi (ur. 1942)                                   | bezpartyjny                                                    | 31 października 1981 | 14 sierpnia 1989     |                                         |
| urząd zniesiony (od 14 sierpnia 1989) Patrz: Prezydenci Iranu  |                                                                |                                                                |                      |                      |                                         |